# Tong La
Der Tong La – auch Yakrushong La oder Yarle Sung La genannt – ist ein Pass in Tibet. 
Er bildet die Wasserscheide zwischen den Einzugsgebieten des Matsung Tsangpo, welcher unter dem Namen Sunkoshi nach Nepal weiterführt, und dem Mon Chhu, der über den Bum Chu (Alternativname Phung Chhu) in Nepal als Arun den Himalaya durchbricht.
Gleichzeitig trennt der Tong La den Jugal Himal – mit dem Shishapangma – vom Lapche Himal.
Unweit nördlich überquert der die Hauptstraßenverbindung zwischen Nepal und der Volksrepublik China darstellende Friendship Highway den Lalung La.

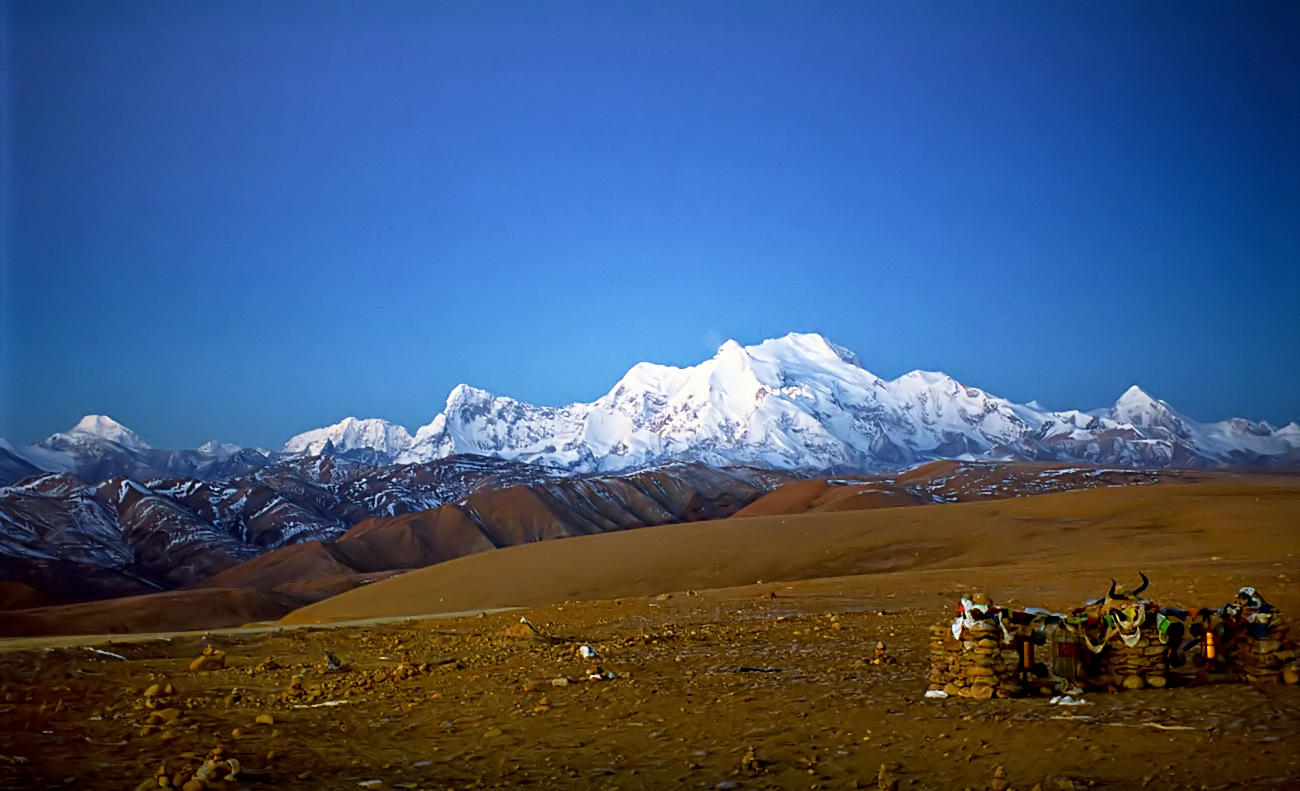
Shishapangma südwestlich vom Tong La